# Bjärlyckehus
Bjärlyckehus är en ort i Strövelstorps distrikt i Ängelholms kommun i Skåne län.